# Koninklijke Philharmonie Bocholtz
De Koninklijke Philharmonie Bocholtz is een symfonisch bezet harmonieorkest uit Bocholtz, nu deelgemeente van Simpelveld, dat opgericht werd op 15 augustus 1886.

## Geschiedenis
De oprichting vond plaats in de huidige harmoniezaal en de vereniging had aanvankelijk de naam "Société Philharmonique", met als initiatiefnemer de toenmalige burgemeester Rhoen, die omwille van zijn verdiensten meteen tot ere-voorzitter werd benoemd. In april 1887 werd de Koninklijke goedkeuring op de statuten verkregen en sedertdien bezit de vereniging derhalve rechtspersoonlijkheid. Als eerste dirigent werd Peter Tychon aangetrokken. In 1901 ging men voor het eerst op concours. Toen won men nog geen prijs, maar dit was voor bestuur, dirigenten en muzikanten wel een voortdurende motivatie daar wat aan te veranderen.
Na georganiseerde festiviteiten naar aanleiding van het zilveren en robijnen jubileum vond in oktober 1935 de eerste radio-uitzending plaats via de Katholieke Radio Omroep (KRO). In maart 1937 werden enkele grammofoonplaten vervaardigd, eveneens door de KRO. In 1942 kwam het Philharmonisch verenigingsleven naar buiten uit stil te liggen, ten gevolge van maatregelen van de bezetters. Op 5 november 1944 werd de eerste repetitie na de bevrijding gehouden,gevolgd door uitvoeringen ten dienste van de bevrijders. Als dirigent werd benoemd Joseph Dumont, de langjarig alom gerespecteerde en gewaardeerde solo-klarinettist, die deze functie op zich nam nadat zijn jongste broer Harry Dumont en zijn zoon Jan Dumont zijn plaats als solo-klarinettist overnamen. De feestgids uit 1946 ter gelegenheid van het 60-jarig bestaansfeest schrijft: "Het moge de jubilaris tot voldoening strekken, dat de gegeven talrijke uitvoeringen onder zijn bezielende leiding even zo vele successen voor hem én zijn jongens zijn geweest". Joseph Dumont was dirigent van 1937-1948 van de fanfare St. Cecilia te Ubachsberg en van 1944 tot 1951 van zijn Philharmonie. Hij werd om gezondheidsreden opgevolgd door Dhr. Marcel Arbeel uit Maastricht 1951-1954 en bespeelde daarna de Contra Bas.
Op 29 november 1954 ontving de Philharmonie van koningin Juliana het predicaat Koninklijk.

## Wereldkampioen
Tijdens het 2e Wereld Muziek Concours (WMC) in Kerkrade in 1954 behaalde de "Phil" onder leiding van Eduard Maria Jessnitz een 1e prijs met lof van de jury en werd wereldkampioen in de sectie harmonie. Daarnaar vereerde Hare Majesteit de Koningin Juliana der Nederlanden de Philharmonie met het predicaat Koninklijk vanwege haar bijzondere verdiensten op muzikaal gebied.
In 1966 was men weer op het WMC in Kerkrade, maar dit keer onder leiding van Heinz Friesen. Opnieuw kreeg men een 1e prijs met lof van de jury. Bij de introductie van de concertafdeling op het 10e WMC in Kerkrade in 1985 behaalden de 94 muzikanten en Heinz Friesen een schitterende 1e prijs met lof der jury en werden opnieuw wereldkampioen in de sectie harmonie. En ook tijdens het 11e WMC in Kerkrade in 1989 werd de "Phil" wederom onder Heinz Friesen met 354 punten wereldkampioen in de sectie harmonie. Gespeeld werden de Brilliante Symphonie van de Franse componiste Ida Gotkovsky als verplicht werk en Also sprach Zarathustra, van Richard Strauss als keuzewerk. In 1995 werd het mini-WMC gewonnen met een onvergetelijke uitvoering van de Alpensymphonie van Richard Strauss.
Sedert de oprichting maakt de Phil deel uit van de zogenaamde TOP-4-formatie, waarin zij jaarlijks twee concerten voor haar rekening neemt. Gedurende haar ruim 125-jarig bestaan vonden er diverse buitenlandse concertreizen plaats naar o.a. Oostenrijk, Duitsland, Denemarken, Zweden, België en Hongarije.

## Tegenwoordig
De Philharmonie beschikt over een concert-formatie van 95 leden en een jeugdharmonie van 30 leden. Een aantal van de muzikanten zijn solist in gerenommeerde orkesten zoals het orkest van de Westdeutsche Rundfunk, het Strauss-orkest van André Rieu en het Limburgs Symphonie Orkest.

## Dirigenten
- 1886 - 1889 Peter Tychon
- 1889 - 1892 J. Merisson
- 1892 - 1903 J. Werkman
- 1903 - 1909 A. Steinschuld
- 1909 - 1914 M. Houben
- 1914 - 1919 Johan Joseph Henssen
- 1919 - 1921 A. de Pauw
- 1921 - 1924 A. Werkman
- 1924 - 1925 Jan Andreas Dieteren
- 1925 - 1926 J. L'Orty
- 1926 - 1931 A. Werkman
- 1931 - 1939 Eduard Maria Jessnitz
- 1939 - 1947 Joseph Dumont
- 1947 - 1953 Marcel Arbeel
- 1953 - 1959 Eduard Maria Jessnitz
- 1959 - 1962 Bernhard Starmans
- 1962 - 1967 Heinz Friesen
- 1967 - 1970 Pierre Steyvers
- 1970 - 1974 Hans Klerx
- 1974 - 1979 Pierre Kuijpers
- 1979 - 1980 H. Dieteren
- 1980 - 1981 H. Vossen
- ???? - ???? Pieter (P.J.P.M.) Jansen
- 1981 - 2003 Heinz Friesen
- 2002 - 2012 Jos van de Braak
- 2012 - 2019 Matty Cilissen
- 2019- heden Frenk Rouschop